# Adrienne Adams
Adrienne Adams (* 10. Februar 1906 in Fort Smith, Arkansas; † 3. Dezember 2002 in Rolla, Missouri) war eine US-amerikanische Kinderbuchillustratorin, -autorin und Künstlerin.

## Leben und  Schaffen
Adams wurde in Fort Smith, Arkansas, geboren und wuchs in Oklahoma auf. Sie erwarb einen B.A. am Stephens College (das ihr 1964 den Alumnae-Achievement-Preis verlieh) und besuchte anschließend die University of Missouri. Außerdem wurde sie 1977 mit dem Medaillon der University of Southern Mississippi ausgezeichnet.
1929 zog sie nach New York, um an der American School of Design zu studieren, und war bis 1949 als freischaffende Designerin von Displays, Wandbildern, Textilien, Grußkarten usw. tätig. Am 17. August 1934 heiratete sie den Kinderbuchautor John Lonzo Anderson und illustrierte 1942 sein erstes Buch, Tasche voller Rauch, um ihre Karriere als Illustratorin zu beginnen. 1952 wurde sie hauptberufliche Illustratorin und illustrierte mehr als 30 Bücher, von zeitgenössischen Autoren wie Rumer Godden, Irwin Shapiro und Aileen Fisher bis hin zu den Märchen von Hans Christian Andersen und den Gebrüder Grimm. Außerdem schrieb und illustrierte sie sechs eigene Kinderbücher.
Adams und Anderson lebten zusammen in Lebanon Township in New Jersey.

## Werke (Auswahl)
- The Easter Egg Artists. 1991.
- The Shoemaker and the Elves. 1981.
- A Halloween Happening. 1991.
- Two Hundreds Rabbits. 1971.
- The Christmas Party. 1992.
- The Great Valentine's Day Balloon Race. 1986.
- Crochet Pillows: 5 Pretty Crochet Patterns. 1986.